# 仁福帝姬
仁福帝姬（？—1118年），宋徽宗第25女。母崔貴妃（在靖康之變前早已被貶為庶人）。
《宋会要》记载政和八年已薨，追封顺穆帝姬。《靖康稗史》称仁福帝姬在靖康之變時16歲，未嫁，被俘，二月二十五日死在劉家寺。三月二十四日遺體被金軍歸葬汴京。

## 关联
- 帝姬